# Les Copains fêtent Noël
Série Air Bud
Les Copains dans l'espace
(2009) Les Copains et la Légende du chien maudit
(2011)
Série Chien Noël
La mission de Chien Noël
(2010)
Pour plus de détails, voir Fiche technique et Distribution.
Les Copains fêtent Noël ou Les Tobby de Noël : La Légende du chien Noël au Québec (Santa Buddies) est un film de Noël américain réalisé par Robert Vince (en), sorti directement en vidéo en 2009.
C'est le quatrième film de la série Air Buddies mettant en vedette de jeunes golden retrievers. Une préquelle, intitulée La Mission de Chien Noël, est sortie en 2010.

## Synopsis
Au pôle Nord, c'est la fin du monde ; le Glaçon magique fond à vue d'œil, ce qui met en péril la vraie signification de la fête de Noël. Les cinq chiots de Buddy devront donc aider Puppy Noël à sauver la fête et l'esprit de Noël.

## Fiche technique
- Titre : Les copains fêtent Noël
- Titre québécois : Les Tobby de Noël : La Légende du chien Noël
- Titre original : Santa Buddies
- Réalisation : Robert Vince
- Scénario : Robert Vince et Anna McRoberts
- Musique : Brahm Wenger
- Photographie : Kamal Derkaoui
- Montage : Kelly Herron
- Production : Anna McRoberts et Robert Vince
- Société de production : Walt Disney Home Entertainment, Keystone Entertainment et Santa Buddies Productions
- Pays :  Canada et  États-Unis
- Genre : Aventure, comédie, fantastique
- Durée : 88 minutes
- Dates de sortie : 
  -  États-Unis : 24 novembre 2009
  -  France : 2 décembre 2009

## Distribution

### Acteurs
- George Wendt (VF : Vincent Grass ; VQ : Vincent Davy) : le père Noël
- Christopher Lloyd (VF : Pierre Hatet ; VQ : Guy Nadon) : Stan Cruge
- Danny Woodburn (VF : Jean-Loup Horwitz ; VQ : Daniel Lesourd) : Eli, le lutin
- Quinn Lord : Pete
- Ryan Grantham : Sam
- Andrew Astor (VQ : Vassili Schneider) : Mikey
- Sophia Ludwig : Alice
- Michael Teigan : le shérif Dan
- Gig Morton (en) : Billy
- Craig Anton (VQ : François Trudel) : Bob

### Voix
- Zachary Gordon (VF : Tom Trouffier ; VQ : Samuel Jacques) : Puppy Noël, le fils de Chien Noël
- Tom Bosley (VF : Philippe Catoire ; VQ : Benoît Rousseau) : Chien Noël, un chien de montagne des Pyrénées
- Tim Conway (VQ : André Montmorency) : l'adjoint Renifleur  (Sniffer en VO)
- Josh Flitter (en) (VF : Sacha Darchis ; VQ : Léo Caron) : Patapouf (Budderball en VO)
- Liliana Mumy (VF : Rebecca Benhamour ; VQ : Laëtitia Isambert-Denis) : Rosabelle (Rosebud en VO)
- Field Cate (en) (VF : Simon Darchis ; VQ : Alice Dorval) : Bouddha (Buddha en VO)
- Ty Panitz (VF : Lewis Weill ; VQ : Léa Coupal-Soutière) : Craspouët (en VF) / Bouboue (en VQ) (Mudbud en VO)
- Skyler Gisondo (VF : Léo Caruso ; VQ : François-Nicolas Dolan) : Bandit (B-Dawg en VO) (voix)
- Richard Kind : Eddy, un Jack Russell terrier
- Kaitlyn Maher (VQ : Claudia-Laurie Corbeil) : Tiny, un yorkshire terrier
- Chris Coppola (en) (VQ : Frédérik Zacharek) : Comète, un des rennes du père Noël

 Source et légende : version française (VF) sur RS Doublage et version québécoise (VQ) sur Doublage Québec

## Autour du film
- Comme dans le film Les Copains dans l'espace, Buddy, Molly et la famille Framm ne font pas partie de la distribution.
- C'est le premier film de la série où l'on peut voir les chiots parler aux humains. C'est aussi le second film de la série Air Buddies parlant de Noël, le premier étant Les Copains des neiges.